# 看麦娘 (中篇小说)
《看麦娘》是中国当代作家池莉的中篇小说。2003年获第四届大家·红河文学奖。

## 简介

### 书名
《看麦娘》名字取自一种植物的学名，这种植物类似“狗尾草”。

### 内容
易明莉是上官瑞芳的同学，上官瑞芳得知丈夫是双性恋之后疯掉了，她毅然当了上官瑞芳女儿容容的养母，同时也照顾上官瑞芳。
《看麦娘》用“易明莉”这个无私奉献的女人，阐释人除了对自己好，也要对身边的亲人、朋友尽到自己的责任，这样的人生才有价值和意义。

### 角色
- 上官瑞芳：女儿容容，因为丈夫是双性恋而疯癫，一直由易明莉照顾。
- 容容：母亲上官瑞芳，曾闯荡北京。
- 易明莉：上官瑞芳的同学，容容的养母。
- 郑建勋
- 于世杰

### 改编
《看麦娘》被改编成电视剧《口红》。

## 评价
- 中国作家网刊登李建军文章《一锅热气腾腾的烂粥》用来形容池莉这部中篇小说。[2]